# Mani Kaul
Mani Kaul (25 de diciembre de 1944 – 6 de julio de 2011) fue un director de cine indio. Se graduó en el Film and Television Institute of India (FTII) donde fue alumno de Ritwik Ghatak  y luego se convirtió en profesor. Comenzó su carrera con Uski Roti (1969), que le dio el Premio Filmfare de la crítica a la mejor película, ganó cuatro de ellos. Ganó el National Film Award al mejor director en 1974 por Duvidha y más tarde el National Film Award al mejor documental por Siddheshwari en 1989.

## Filmografía
- Uski Roti (1969)
- Ashadh Ka Ek Din (1971)
- Duvidha (1973)
- Puppeteers of Rajasthan (documental) (1974)
- A Historical Sketch of Indian Women (documental) 1975
- Chitrakathi (documental) (1977)
- Ghashiram Kotwal (1976)
- Arrival (documental) (1980)
- Satah Se Uthata Admi (1980)
- Dhrupad (1982)
- Mati Manas (documental) (1984)
- A Desert of a Thousand Lines (documental) (1986)
- Before My Eyes (documental)(1989)
- Siddheshwari (documental) (1989)
- Nazar (1991)
- Idiot (1992)
- The Cloud Door (1995)
- Naukar Ki Kameez (1999)
- Bojh (2000)
- Ik Ben Geen Ander (2002)
- A Monkey's Raincoat Nederland (2005)
- Signature Film (2006)

## Premios

### National Film Awards
- 1974: Mejor director por Duvidha
- 1989: Mejor documental por Siddheshwari

### Premios Filmfare
Mani Kaul ganó el Premio Filmfare de la crítica a la mejor película cuatro veces.
- 1971: Uski Roti (1970)
- 1972: Ashad Ka Ek Din (1971)
- 1974: Duvidha (1973)
- 1993: Idiot (1992)